# István Bibó
István Bibó (ur. 7 sierpnia 1911 w Segedynie, zm. 10 maja 1979 w Budapeszcie) – węgierski prawnik, urzędnik państwowy, polityk i teoretyk polityki.
István Bibó studiował prawo na uniwersytecie w Segedynie oraz w Wiedniu i Genewie. Od roku 1938 pracował w węgierskim Ministerstwie Sprawiedliwości.
Po przejęciu władzy przez Strzałokrzyżowców w roku 1944 pomagał Żydom w ucieczce, wystawiając im paszporty zagraniczne. W lutym 1945 wszedł w skład utworzonego przez władze radzieckie prowizorycznego rządu narodowego Węgier, w którym opracowywał prawo wyborcze i przygotowywał wybory w dniu 4 listopada 1945. Sprawował funkcję ministra spraw wewnętrznych, ustąpił jednak ze stanowiska w proteście przeciw wypędzeniu Niemców węgierskich. Po ustąpieniu z rządu został powołany na profesora uniwersytetu w Segedynie, lecz w roku 1949 został pozbawiony tego stanowiska i od tego czasu pracował jako bibliotekarz.
W czasie Powstania Węgierskiego w 1956  pełnił funkcję Ministra Stanu w rządzie narodowym premiera Imre Nagy. W październiku 1956 uczestniczył w tworzeniu Węgierskiej Partii Chłopskiej, która od 1 listopada 1956 przyjęła nazwę im. Sándora Petőfiego. Gdy Sowieci wkroczyli na Węgry celem stłumienia powstania, był ostatnim ministrem na tym stanowisku w parlamencie w Budapeszcie. Zamiast ewakuacji wybrał pozostanie w budynku, gdzie czekając na aresztowanie napisał słynną proklamację "Za wolność i prawdę". Opuścił gmach parlamentu 6 listopada 1956.

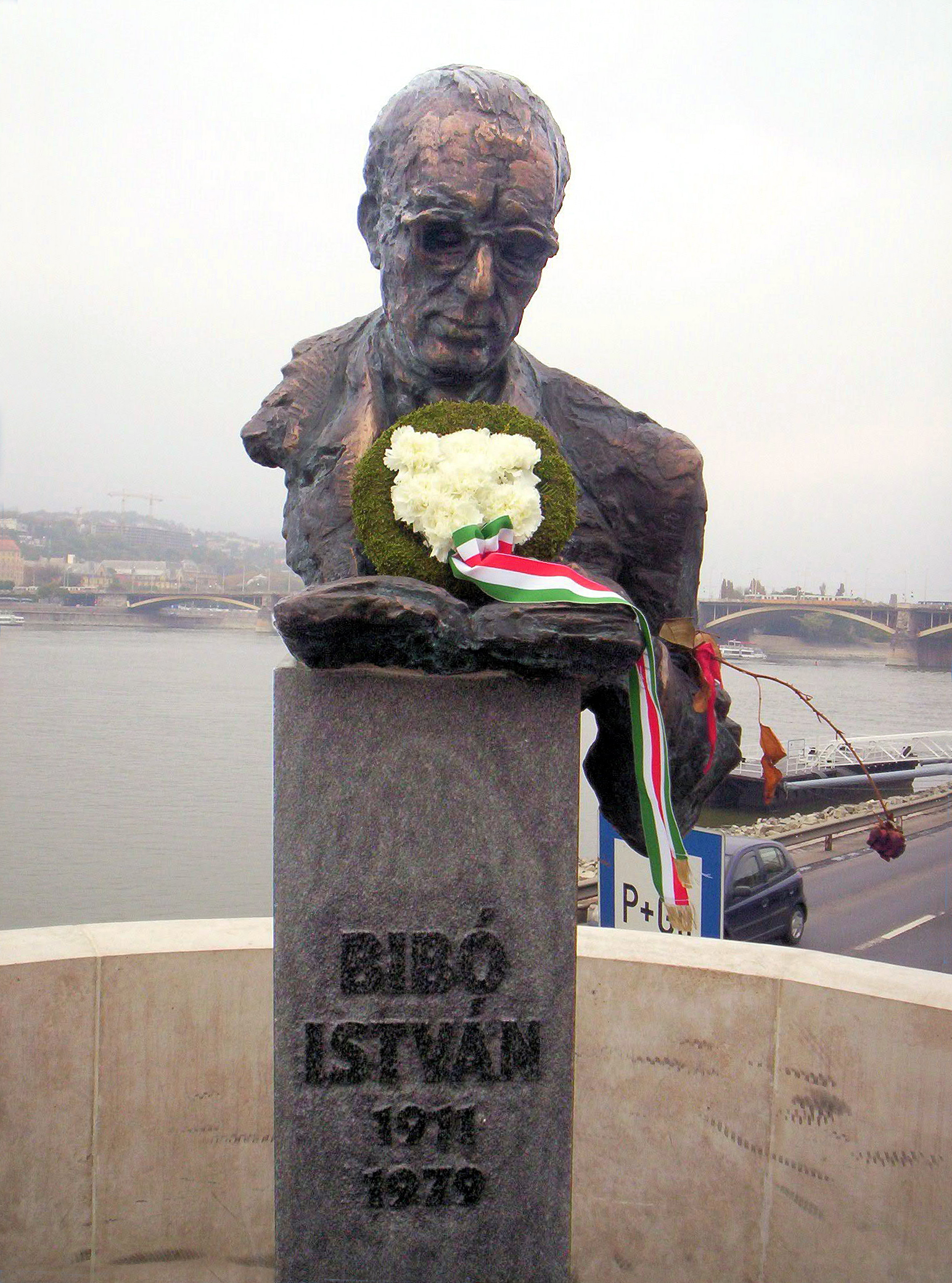
Pomnik Istvána Bibó w Budapeszcie

W maju 1957 został uwięziony, i w roku 1958 skazany na dożywotnie więzienie. Wyszedł na wolność w roku 1963 i do końca życia pracował w bibliotece Centralnego Urzędu Statystycznego Węgier.